# Léon Gustave Dehon

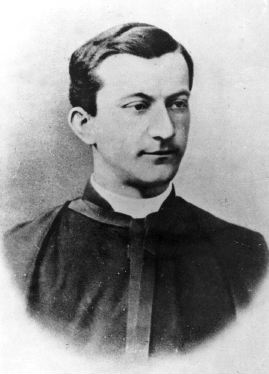
Léon Gustave Dehon

Léon Gustave Dehon (* 14. März 1843 in La Capelle, Département Aisne, Frankreich; † 12. August 1925 in Brüssel, Belgien) war ein französischer Geistlicher. Er war Ordensgründer der Dehonianer und Sozialkatholik.

## Kindheit und Jugend
Zunächst sah alles nach einem normalen bürgerlichen Lebensweg aus: Am 14. März 1843 wurde Leo Dehon in La Capelle in Nordfrankreich geboren. Seine Eltern verdienten ihr Geld mit der Zucht von Rennpferden und dem Vertrieb von Bier. Materiell hatten die Dehons kaum Sorgen, und so träumte der Vater Jules Alexandre Dehon von einer Karriere seines Sohnes als Rechtsanwalt oder im diplomatischen Dienst. Umso härter traf es ihn, als sein Sohn am Ende der Schulzeit erklärte, er wolle Priester werden. Die Frömmigkeit seiner Mutter Stéphanie Adèle Dehon geb. Vandelet und die Erfahrungen im katholischen Internat in Hazebrouck (nahe der belgischen Grenze) hatten diese Entscheidung in ihm wachsen lassen.
Der Vater hielt nichts von dem Wunsch seines 16-jährigen Sohnes – und schickte ihn zum Studium der Rechtswissenschaften nach Paris. Der Sohn folgte dem Willen seines Vaters, schloss das Studium 1864 als Rechtsanwalt ab, blieb jedoch bei seinem Vorhaben, Priester zu werden. Nochmals versuchte der Vater, ihn von seinem Vorhaben abzubringen und schickte ihn auf eine Reise in den Nahen Osten, um auf andere Gedanken zu kommen. Der reiselustige Leo nahm das Angebot dankbar an, doch am Ende der mehrmonatigen Reise wurde sein Entschluss unumstößlich: Er wird Theologie in Rom studieren und Priester werden.

## Kaplan in St. Quentin
Von 1865 bis 1871 studierte Dehon in Rom und beendete das Studium mit Doktortiteln in Kirchenrecht, Philosophie und Theologie. So war er nach seiner Priesterweihe am 14. Dezember 1868 bestens gerüstet für höhere Aufgaben im Dienst französischer Bischöfe. Er selbst war sich unschlüssig über seine Zukunft: Sollte er an der Reform des katholischen Bildungswesens mitarbeiten oder in eine Ordensgemeinschaft eintreten? Schließlich trat er die Entscheidung an seinen Ortsbischof ab, dem er sich uneingeschränkt zur Verfügung stellte. Zur allgemeinen Verwunderung holte dieser Leo Dehon nicht an eine Universität oder in Leitungsaufgaben, sondern setzte ihn als siebten und letzten Kaplan in der Arbeiterstadt Saint-Quentin im Norden Frankreichs ein. Dehon selbst gab zu: „Das war absolut das Gegenteil von dem, was ich mir seit Jahren gewünscht hatte: Ein Leben des Gebetes und der Studien“.
Dehon zögerte jedoch keine Sekunde, die neuen und ihm so fremden Herausforderungen anzupacken. Nach einer kurzen Analyse der Situation stand für ihn fest: „In St. Quentin fehlen als Aktionsmittel ein kirchliches Gymnasium, ein Jugendzentrum und eine katholische Zeitung“. Alle drei werden durch Dehons Engagement zustande kommen und haben zum Teil bis heute Bestand.
Seine Aufmerksamkeit galt der Arbeiterjugend: Schon im Kindesalter zu harter Arbeit in den Textilfabriken gezwungen, ohne ordentliche Schulbildung, oft auch ohne intakte Familien im Hintergrund, einer Kirche entfremdet, in der sie keine Hilfe sehen – so beschrieb Dehon die Probleme junger Arbeiter. Zunächst versammelte er ab März 1872 jeden Sonntag einige Jugendliche zur Freizeitgestaltung, doch schon im September waren es 150 Kinder und Jugendliche, die sich regelmäßig trafen. Neue Strukturen mussten her, und Dehon steckte sein Vermögen in den Bau des Jugendzentrums, das jeden Tag der Woche geöffnet war und in dem Platz war sowohl für einen Billardraum als auch für die Bibliothek, in dem Kurse zur katholischen Soziallehre ebenso liefen wie Bogenschießen. Im Januar 1875 hatte das „Jugendzentrum St Joseph“ ca. 450 eingeschriebene Mitglieder und war damit in der Region die größte kirchliche Einrichtung für Arbeiterkinder und -jugendliche.
Doch damit war für Dehon noch nicht genug getan: Um eine Gesellschaft christlich gestalten zu können, braucht man Menschen, die dazu in der Lage sind. Bildung war das Schlüsselwort für ihn. Er gründete 1877 ein kirchliches Gymnasium, das Kolleg St. Jean, dem sein Engagement bis zu seinem Lebensende 1925 gelten sollte. 
Gleichzeitig jedoch spürte Dehon: Die Aktionen und Engagements nahmen ihn so sehr in Anspruch, dass sein Gebetsleben mehr und mehr zu kurz kam und die Quelle seines Arbeitens zu versiegen drohte.

## Die Gründung der Herz-Jesu-Priester
Engagement ja, aber nicht alleine und nicht ohne Gott: Dies waren wohl die Gründe, die Dehon dazu brachten, die Gemeinschaft, die Herz-Jesu-Priester zu gründen, fast zeitgleich mit der Gründung des Gymnasiums St. Jean 1877. In der Herz-Jesu-Verehrung entdeckte Dehon eine Spiritualität, die ihn trug: das Geheimnis eines Gottes, dessen letztes Wort die Liebe ist, die sich gegen alle Ablehnung verschenkt und die den Menschen einlädt, desgleichen zu tun. Der Blick auf den Gottessohn wurde für Dehon zu einem Blick auf eine Kraft, die nicht nur einzelne Menschen, sondern ganze Gesellschaften verwandeln kann. Hin zu mehr Gerechtigkeit, zu mehr Liebe. Kein Wunder also, dass die von ihm 1889 gegründete Zeitschrift den Titel trug „Das Reich des Herzens Jesu in den Seelen und den Gesellschaften“. Es kann dies als Programm der von ihm gegründeten Ordensgemeinschaft gelten.

## Auf der nationalen und internationalen Bühne
Während Dehon bemüht war, der neuen Gemeinschaft Festigkeit und Wachstum zu ermöglichen, engagierte er sich gleichzeitig für die christliche Erneuerung der Gesellschaft bis hin in die Politik. Auf zahlreichen Kongressen in Frankreich und Italien, durch Veröffentlichungen seiner ersten sozialen Schriften und durch viele  persönliche Beziehungen stellte er sich in den Dienst der katholischen Soziallehre, die 1891 mit der Enzyklika Rerum Novarum über die Arbeiterfrage einen ersten bedeutenden Ausdruck erfuhr. Eine christliche Demokratie, die auch der Würde der Schwächeren Rechnung trägt, das war seine Vision. Sein 1894 erschienener Kommentar zu Rerum Novarum wurde schnell zu einer Standardlektüre in den französischen Priesterseminaren und in mehrere Sprachen übersetzt.
Um die Jahrhundertwende jedoch kam es in Frankreich zu immer größeren Spannungen zwischen Kirche und Staat. Zuerst wurde den Ordensleuten das Unterrichten verboten, schließlich wurden Ordensgemeinschaften verboten und die Ordensmänner und -frauen aus Frankreich ausgewiesen. Auch die Herz-Jesu-Priester waren von diesen Maßnahmen betroffen – der Ordensgründer musste sich um den Fortbestand seines Lebenswerkes sorgen. Günstig wirkte sich hier aus, dass durch die Initiativen Dehons die Gemeinschaft mittlerweile in zahlreichen anderen Ländern Fuß gefasst hatte, so in Belgien, Luxemburg, Holland, Italien, aber auch in Brasilien und im Kongo.

## Der Erste Weltkrieg
Der Ausbruch des Ersten Weltkrieges bedeutete eine weitere Herausforderung für Léon Gustave Dehon: Deutsche und französische Herz-Jesu-Priester standen einander als Soldaten ihrer Länder gegenüber. Für die Ordensgemeinschaft bedeutete dies eine Zerreißprobe. Dehon schlug sich auf keine Seite der Kriegsparteien und versuchte in diesen schwierigen Zeiten, zu möglichst vielen Mitbrüdern Kontakt zu halten, um die bedrohte Einheit aufrecht zu halten.
Bei Kriegsende lagen viele Einrichtungen der Herz-Jesu-Priester in Frankreich in Schutt und Asche und die Mitbrüder lebten nach ihrer Rückkehr aus dem Krieg vereinzelt und ohne eine rechte Zukunftsperspektive. Der 75-jährige Dehon musste all seine Kräfte aufbieten, um seine Menschen zur Einheit und zum Wiederaufbau zu motivieren. Ein bedeutender Zug seiner Persönlichkeit half ihm diese Situation zu meistern: Keinen Menschen jemals aufgeben, weder Freund noch Gegner, sondern jedem in schier unerschöpflicher Geduld und Liebe nachgehen.

## Ein Lebenswerk – über den Tod hinaus
Als Leo Dehon am 12. August 1925 in Brüssel starb, gehörten der von ihm gegründeten Ordensgemeinschaft der Herz-Jesu-Priester bereits mehr als 500 Ordenspriester und Ordensbrüder an. Heute sind es über 2300 Mitbrüder in 30 Ländern weltweit. In Deutschland leben und arbeiten derzeit rund 60 Mitbrüder im Herz-Jesu-Kloster Freiburg im Breisgau, den Klöstern in Neustadt an der Weinstraße, Maria Martental bei Kaisersesch, Bonn-Oberkassel, Oberhausen und Handrup (Emsland).

## Seligsprechungsprozess und Antisemitismus
Der Seligsprechungsprozess für P. Dehon stand 2004 vor dem Abschluss, die Seligsprechung durch Papst Johannes Paul II. war bereits für den 24. April 2005 geplant. Nach dem Tod von Papst Johannes Paul  II. wurde Papst Benedikt XVI. über antisemitische Äußerungen in den Schriften Dehons unterrichtet. Den Talmud, die bedeutendste Schrift im Judentum, hatte Dehon als Handbuch für Verbrecher bezeichnet und behauptet, dass Antisemitismus ein Zeichen der Hoffnung sei. Daraufhin ließ Papst Benedikt XVI. im Juni 2005 die Seligsprechung aussetzen.